# Тамаріте-де-Літера
Тамаріте-де-Літера (ісп. Tamarite de Litera, кат. Tamarit de Llitera) — муніципалітет в Іспанії, у складі автономної спільноти Арагон, у провінції Уеска. Населення — 3743 особи (2009).
Муніципалітет розташований на відстані близько 380 км на північний схід від Мадрида, 75 км на південний схід від Уески.
На території муніципалітету розташовані такі населені пункти: (дані про населення за 2009 рік)
- Альгайон: 281 особа
- Тамаріте-де-Літера: 3449 осіб

## Демографія
Динаміка населення (INE ):